# Rennertehausen
Rennertehausen ist ein Ortsteil der Gemeinde Allendorf (Eder) im nordhessischen Landkreis Waldeck-Frankenberg.

## Geografische Lage

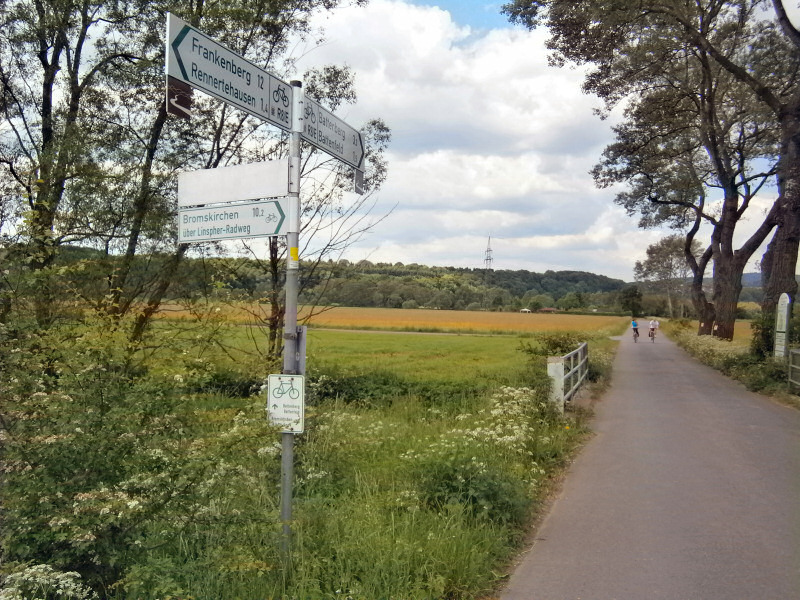
Rad- und Wanderwege führen direkt durch Rennertehausen

Rennertehausen liegt an der Eder und südöstlich an Allendorf anschließend. Der Ort wird von Allendorf durch die Bundesstraße 253 getrennt. Nördlich des Dorfes führt die Bahnstrecke Allendorf–Frankenberg vorbei. Die Ortsteile Battenfeld und Allendorf lassen sich, durch die kurze Distanz, gut zu Fuß erreichen.

## Geschichte

### Ortsgeschichte
Der Ort wurde erstmals im Jahre 1274 erwähnt. Früher führte die alte Kölnische Landstraße über eine Furt durch die Eder. Im Jahr 1570 werden die Flurstücke des Ortes Altershausen von der Gemeinde Rennertehausen übernommen.
Die Statistisch-topographisch-historische Beschreibung des Großherzogthums Hessen berichtet 1830 über Rennertehausen:

„Rennertehausen (L. Bez. Battenberg) evangel. Pfarrdorf; liegt unweit der Eder, 1 St. von Battenberg, hat 118 Häuser und 726 Einwohner, die außer 1 Katholiken und 18 Juden evangelisch sind. Man findet 1 Mahl-, Oel- und Schneidemühle, einige Potaschesiedereien, und ein Grenznebenzollamt II. Klasse. Der Ort gehörte früher zum Kirchengebiet von Battenfeld.“

Rennertehausen gehörte von 1832 bis 1848 sowie von 1852 bis 1932 zum Amt Battenberg welches wiederum zum Kreis Biedenkopf gehörte. Erst nach 1932 erfolgte die Eingliederung in den damaligen Landkreis Frankenberg. Von der ehemaligen Grenze, zwischen Rennertehausen und dem nordöstlich gelegenen Haine, zeugt heute nur noch die abweichende Telefonvorwahl.
Am 6. Oktober 1944 griffen im Ort Tiefflieger den Personenzug Frankenberg-Berleburg mit Bordwaffen an. Neun Menschen starben im Zug. Häuser an den Bahngleisen brannten nieder.
Hessische Gebietsreform (1970–1977)
Zum 1. April 1971 wurde die bis dahin selbständige Gemeinde Rennertehausen im Zuge der Gebietsreform in Hessen in die Gemeinde Allendorf (Eder) (damalige Schreibweise Allendorf-Eder) auf freiwilliger Basis eingegliedert. Für Rennertehausen wurde, wie für die übrigen nach Allendorf eingegliederten Gemeinden, ein Ortsbezirk mit Ortsbeirat und Ortsvorsteher gebildet.

### Historische Karten

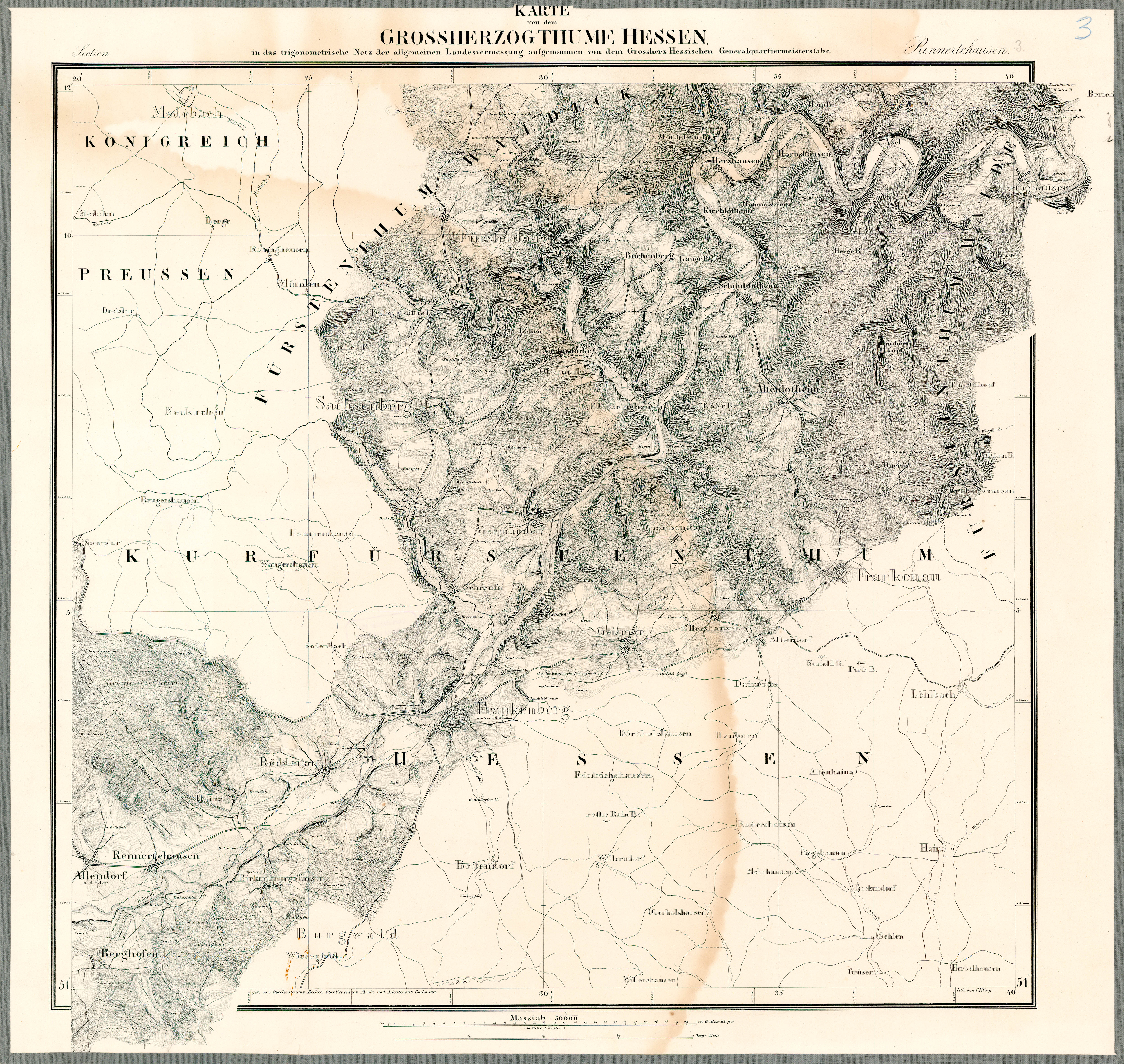
Übersichtskarte: Gut zu erkennen, die noch fehlende Ortsumgehung (heute B 253).
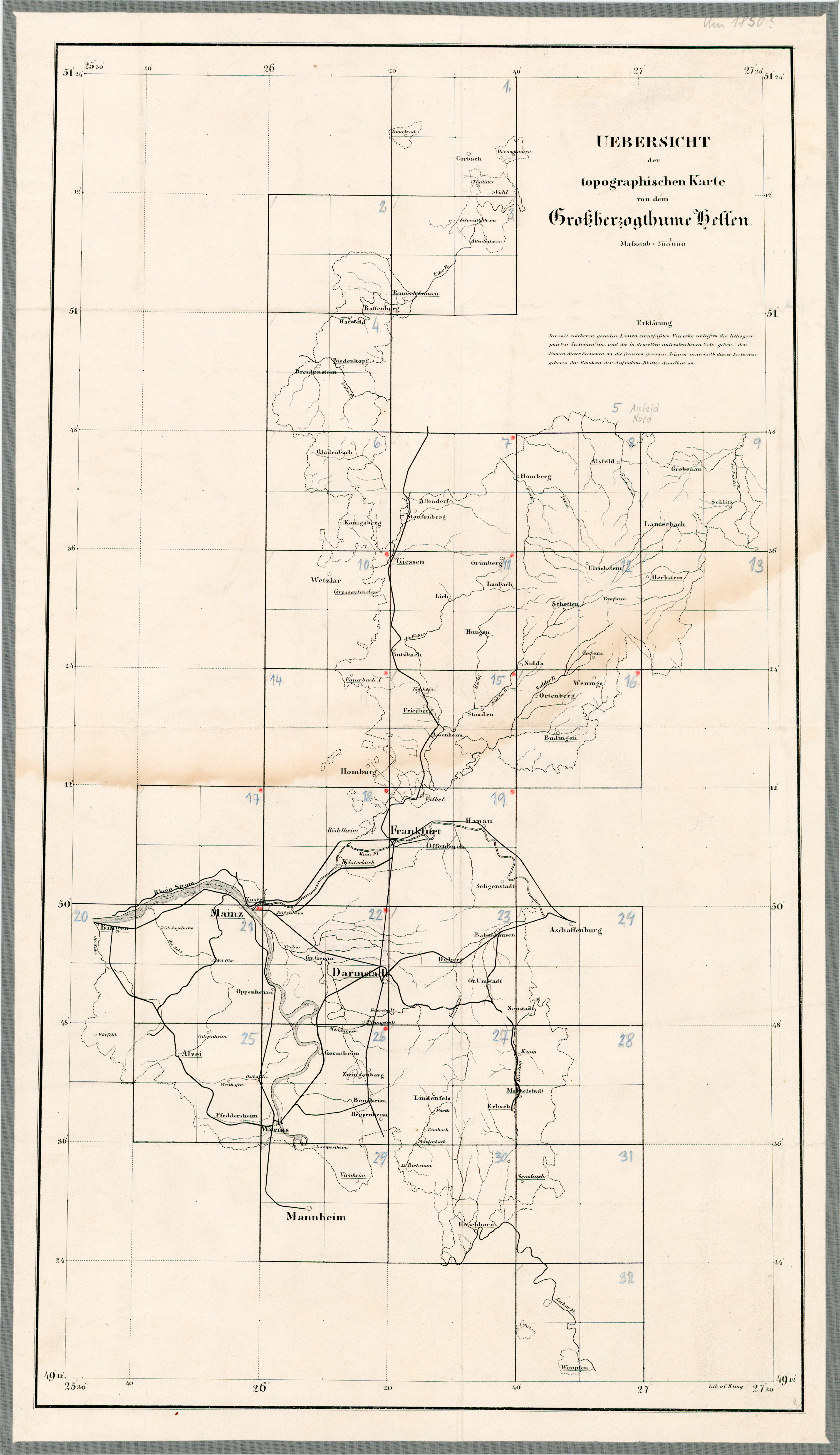
Übersichtskarte: zeigt die damalige Zugehörigkeit zum Großherzogtum Hessen.

### Verwaltungsgeschichte im Überblick
Die folgende Liste zeigt die Staaten und Verwaltungseinheiten, denen Rennertehausen angehört(e):
- um 1400 und später: Heiliges Römisches Reich, Kurfürstentum Mainz, Amt Battenberg (zeitweise verpfändet)
- ab 1464: Heiliges Römisches Reich, Landgrafschaft Hessen, Amt Battenberg
- ab 1567: Heiliges Römisches Reich, Landgrafschaft Hessen-Marburg, Amt Battenberg
- 1604–1648: strittig zwischen Hessen-Kassel und Hessen-Darmstadt (Hessenkrieg)
- ab 1604: Heiliges Römisches Reich, Landgrafschaft Hessen-Kassel, Amt Battenberg
- ab 1627: Heiliges Römisches Reich, Landgrafschaft Hessen-Darmstadt, Oberfürstentum Hessen, Amt Battenberg[9]
- ab 1806: Großherzogtum Hessen,[Anm. 2] Fürstentum Oberhessen, Amt Battenberg[10]
- ab 1815: Großherzogtum Hessen, Provinz Oberhessen, Amt Battenberg
- ab 1821: Großherzogtum Hessen, Provinz Oberhessen, Landratsbezirk Battenberg[Anm. 3]
- ab 1832: Großherzogtum Hessen, Provinz Oberhessen, Kreis Biedenkopf
- ab 1848: Großherzogtum Hessen, Regierungsbezirk Biedenkopf
- ab 1852: Großherzogtum Hessen, Provinz Oberhessen, Kreis Biedenkopf
- ab 1867: Norddeutscher Bund, Königreich Preußen,[Anm. 4] Provinz Hessen-Nassau, Regierungsbezirk Wiesbaden, Kreis Biedenkopf (übergangsweise Hinterlandkreis)[9]
- ab 1871: Deutsches Reich, Königreich Preußen, Provinz Hessen-Nassau, Regierungsbezirk Wiesbaden, Kreis Biedenkopf
- ab 1918: Deutsches Reich, Freistaat Preußen, Provinz Hessen-Nassau, Regierungsbezirk Wiesbaden, Kreis Biedenkopf
- ab 1932: Deutsches Reich, Freistaat Preußen, Provinz Hessen-Nassau, Regierungsbezirk Kassel, Kreis Frankenberg
- ab 1933: Deutsches Reich, Freistaat Preußen, Provinz Hessen-Nassau, Regierungsbezirk Kassel, Kreis Frankenberg
- ab 1944: Deutsches Reich, Freistaat Preußen, Provinz Kurhessen, Landkreis Frankenberg
- ab 1945: Deutsches Reich, Amerikanische Besatzungszone,[Anm. 5] Groß-Hessen, Regierungsbezirk Kassel, Landkreis Frankenberg
- ab 1946: Deutsches Reich, Amerikanische Besatzungszone, Hessen, Regierungsbezirk Kassel, Landkreis Frankenberg
- ab 1949: Bundesrepublik Deutschland, Hessen, Regierungsbezirk Kassel, Landkreis Frankenberg
- ab 1971: Bundesrepublik Deutschland, Hessen, Regierungsbezirk Kassel, Landkreis Frankenberg, Gemeinde Allendorf (Eder)
- ab 1974: Bundesrepublik Deutschland, Hessen, Regierungsbezirk Kassel, Landkreis Waldeck-Frankenberg, Gemeinde Allendorf (Eder)

## Bevölkerung

### Einwohnerstruktur 2011
Nach den Erhebungen des Zensus 2011 lebten am Stichtag dem 9. Mai 2011 in Rennertehausen 1374 Einwohner. Darunter waren 81 (5,9 %) Ausländer.
Nach dem Lebensalter waren 267 Einwohner unter 18 Jahren, 627 zwischen 18 und 49, 267 zwischen 50 und 64 und 213 Einwohner waren älter. Die Einwohner lebten in 546 Haushalten. Davon waren 135 Singlehaushalte, 105 Paare ohne Kinder und 204 Paare mit Kindern, sowie 51 Alleinerziehende und 6 Wohngemeinschaften. In 84 Haushalten lebten ausschließlich Senioren und in 396 Haushaltungen lebten keine Senioren.

### Einwohnerentwicklung
| • 1577: | 049 Hausgesesse           |
| • 1629: | 041 Haushaltungen         |
| • 1712: | 082 Haushaltungen         |
| • 1806: | 522 Einwohner, 92 Häuser  |
| • 1829: | 726 Einwohner, 118 Häuser |

| Rennertehausen: Einwohnerzahlen von 1791 bis 2011 | Rennertehausen: Einwohnerzahlen von 1791 bis 2011 | Rennertehausen: Einwohnerzahlen von 1791 bis 2011 | Rennertehausen: Einwohnerzahlen von 1791 bis 2011 | Rennertehausen: Einwohnerzahlen von 1791 bis 2011 |
| --- | ------------------------------------------------- | ------------------------------------------------- | ------------------------------------------------- | ------------------------------------------------- |
| Jahr |                                                   |                                                   |                                                   | Einwohner                                         |
| 1791 | 1791                                              |                                                   | 492                                               | 492                                               |
| 1800 | 1800                                              |                                                   | 492                                               | 492                                               |
| 1806 | 1806                                              |                                                   | 522                                               | 522                                               |
| 1829 | 1829                                              |                                                   | 726                                               | 726                                               |
| 1834 | 1834                                              |                                                   | 778                                               | 778                                               |
| 1840 | 1840                                              |                                                   | 800                                               | 800                                               |
| 1846 | 1846                                              |                                                   | 847                                               | 847                                               |
| 1852 | 1852                                              |                                                   | 881                                               | 881                                               |
| 1858 | 1858                                              |                                                   | 829                                               | 829                                               |
| 1864 | 1864                                              |                                                   | 790                                               | 790                                               |
| 1871 | 1871                                              |                                                   | 737                                               | 737                                               |
| 1875 | 1875                                              |                                                   | 713                                               | 713                                               |
| 1885 | 1885                                              |                                                   | 681                                               | 681                                               |
| 1895 | 1895                                              |                                                   | 663                                               | 663                                               |
| 1905 | 1905                                              |                                                   | 637                                               | 637                                               |
| 1910 | 1910                                              |                                                   | 676                                               | 676                                               |
| 1925 | 1925                                              |                                                   | 719                                               | 719                                               |
| 1939 | 1939                                              |                                                   | 798                                               | 798                                               |
| 1946 | 1946                                              |                                                   | 1.087                                             | 1.087                                             |
| 1950 | 1950                                              |                                                   | 1.059                                             | 1.059                                             |
| 1956 | 1956                                              |                                                   | 1.010                                             | 1.010                                             |
| 1961 | 1961                                              |                                                   | 1.035                                             | 1.035                                             |
| 1967 | 1967                                              |                                                   | 1.086                                             | 1.086                                             |
| 1980 | 1980                                              |                                                   | ?                                                 | ?                                                 |
| 1990 | 1990                                              |                                                   | ?                                                 | ?                                                 |
| 2000 | 2000                                              |                                                   | ?                                                 | ?                                                 |
| 2011 | 2011                                              |                                                   | 1.374                                             | 1.374                                             |
| Datenquelle: Historisches Gemeindeverzeichnis für Hessen: Die Bevölkerung der Gemeinden 1834 bis 1967. Wiesbaden: Hessisches Statistisches Landesamt, 1968. Weitere Quellen: LAGIS; Zensus 2011 |                                                   |                                                   |                                                   |                                                   |

### Historische Religionszugehörigkeit
| • 1829: | 701 evangelische (= 97,38 %), ein katholischer (= 0,14 %), 18 jüdische (= 2,48 %) Einwohner |
| • 1885: | 663 evangelische (= 97,36 %), 18 jüdische (= 2,64 %) Einwohner                              |
| • 1961: | 868 evangelische (= 83,86 %), 160 katholische (= 15,46 %) Einwohner                         |

## Politik
Ortsvorsteher und Vorsitzender des fünfköpfigen Ortsbeirates ist Jürgen Schneider.

## Kultur und Sehenswürdigkeiten

### Bauwerke
- Die Fachwerkkirche aus dem Jahre 1609, welche zu den ältesten Fachwerkkirchen in Hessen gehört; ein altes Steinbackhaus und zahlreiche Fachwerkhäuser sind als historische Gebäude erhalten.
- Altes Steinbackhaus

### Vereine
Aufgeführt werden ausschließlich eingetragene Vereine, es existieren im Ortsteil Rennertehausen noch weitere Vereine.
| Vereinsname                                      | Gründungsjahr | Bemerkung                            |
| ------------------------------------------------ | ------------- | ------------------------------------ |
| MGV 1875 Rennertehausen e.V.                     | 1875          | Zusammenschluss mehrerer Chöre       |
| Sportverein SV 1923 Rennertehausen e.V.          | 1923          | Fußball, Tischtennis, Tennis         |
| Schützenverein 1930 Rennertehausen e.V.          | 1930          |                                      |
| Freiwillige Feuerwehr Rennertehausen e.V.        | 1931          | seit 2008 eigene Jugendfeuerwehr     |
| Jugendclub Rennertehausen e.V.                   | 1987          |                                      |
| Chronik Rennertehausen e.V.                      | 1997          | Pflege der Kultur und des Brauchtums |
| Elternverein Rennertehausen e.V.                 | 1997          |                                      |
| Angel und Naturschutzfreunde Rennertehausen e.V. | 1999          |                                      |

### Regelmäßige Veranstaltungen
- Heimatfest
- Ostermarkt
- Salbacher Oktoberfest

## Söhne und Töchter des Ortes
- Conrad Arnold (1774–1840), liberaler hessischer Politiker und ehemaliger Abgeordneter der 2. Kammer der Landstände des Großherzogtums Hessen
- Johann Conrad Raabe (1828–1905), Bürgermeister und Mitglied des Provinziallandtages der Provinz Hessen-Nassau
- Hugo Lindheim (1892–1943), Möbelfabrikant jüdischen Glaubens, in Auschwitz ermordet